# نيل هود
نيل هود (بالإنجليزية: Neil Hood)‏ (30 يونيو 1950 باسكتلندا في المملكة المتحدة - ) هو مدرب كرة قدم ولاعب كرة قدم بريطاني في مركز الهجوم. لعب مع كوين أوف ساوث وهاميلتون أكاديميكال ونادي كلايد ونادي سترنرير ‏ ونادي آير يونايتد.